# Vitvingad nattskärra
Vitvingad nattskärra (Eleothreptus candicans) är en fågel i familjen nattskärror.

## Utseende och läte
Vitvingad nattskärra är en 20 cm lång, slående spöklik nattskärra. Den är marmorerat sandfärgat gråbrun på bröst och ovansida, medan den är brun i ansiktet och på strupen. Den har vidare smutsvitt mustaschstreck och mörk mitt på den grå hjässan. Hanen är vit på resten av undersidan och det mesta av stjärten förutom ljusbeige på de mellersta stjärtpennorna. Vingarna är mestadels vita med svarta spetsar och sandfärgat gråbruna inre täckare. Honan är brunare med sotfärgad bandning på gulbruna vingar och stjärt, medan nedre delen av undersidan är beige. Fågeln är mestadels tystlåten, men under spelet hörs ett mekaniskt "tuc, trrrrut" från hanen.

## Utbredning och systematik
Fågeln återfinns i inlandet i norra Bolivia, sydcentrala Brasilien och östra Paraguay. Den behandlas som monotypisk, det vill säga att den inte delas in i några underarter.

### Släktestillhörighet
Länge tillhörde den det stora släktet Caprimulgus men lyftes efter genetiska studier ur och placeras nu tillsammans med lievingad nattskärra i Eleothreptus. 

## Status
Vitvingad nattskärra är i nuläget endast känd från fem lokaler. Beståndet är mycket litet, uppskattat till mellan 600 och 1700 vuxna individer. Den är därför upptagen på internationella naturvårdsunionen IUCN:s röda lista över hotade arter, listad som sårbar (VU). Det anses dock möjligt att arten har ett vidare utbredningsområde och därmed ett större bestånd, varför artens hotstatus kan nedgraderas i framtiden.